# Laktaši
Laktaši (szerbül: Лакташи), város és községközpont Bosznia-Hercegovinában, Bosanska krajina területén, a Szerb Köztársaságban. 

## Fekvése
Bosznia-Hercegovina északi részén, Banja Luka központjától légvonalban 16, közúton 19 km-re északkeletre, a Kozara-hegység keleti lejtői alatt, a Laktaši mező déli részén és az Orbász-folyó bal partján, 120-490 méteres magasságban fekszik. Itt halad át az a fontos főút, amely összeköti Banja Lukát a Zágráb - Belgrád autópályával, továbbá a Klašnica - Prnjavor és Klašnica - Srbac út is áthalad a településen.

## Népessége

### A község népessége
| Nemzetiségi csoport | Népesség 1991 | Népesség 2013 |
| ------------------- | ------------- | ------------- |
| Szerb               | 24176         | 33462         |
| Bosnyák             | 408           | 112           |
| Horvát              | 2565          | 521           |
| Jugoszláv           | 1530          | 50            |
| Egyéb               | 1153          | 821           |
| Összesen            | 29832         | 34966         |

### A város népessége
| Nemzetiségi csoport | Népesség 1991 | Népesség 2013 |
| ------------------- | ------------- | ------------- |
| Szerb               | 2866          | 5142          |
| Bosnyák             | 39            | 17            |
| Horvát              | 99            | 72            |
| Jugoszláv           | 345           | 17            |
| Egyéb               | 134           | 171           |
| Összesen            | 3483          | 5419          |

## Története

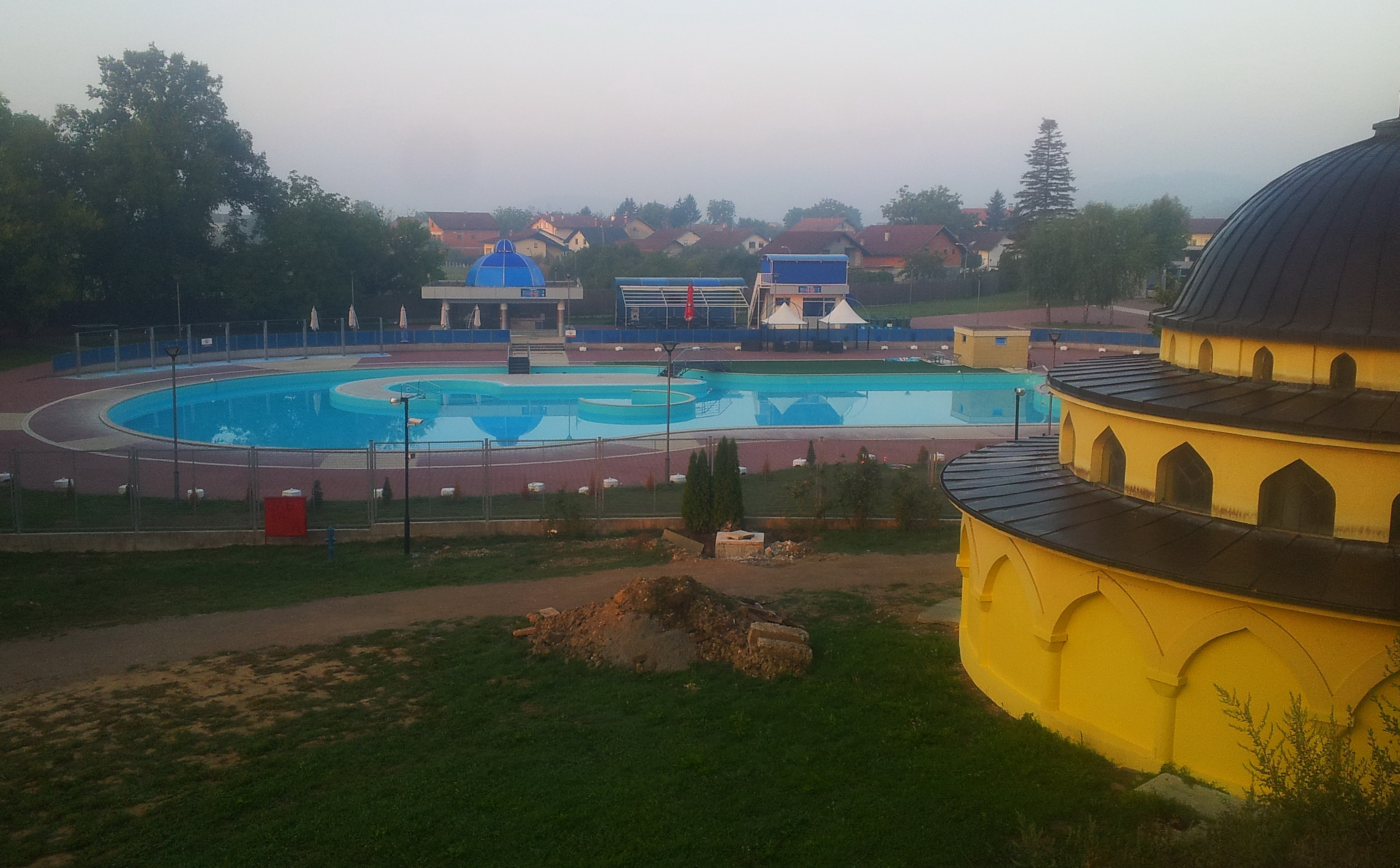
A Banja Laktaši Natúrpark komplexum

Laktaši mindig is fontos közlekedési csomópont volt, a rómaiak idejétől kezdve egészen napjainkig. A terület lakosságára vonatkozó első adatok az őskőkorszakra nyúlnak vissza, amelynek kezdetei körülbelül 150 000 évvel ezelőtt voltak. A település és környéke az itt feltárt régészeti leletek alapján már a kőkorszak óta lakott helynek számít. Az itt feltárt régészeti lelőhelyek a Szávába ömlő Orbász folyó mentén húzódó alacsony dombokon találhatók. Az egyik ilyen őskori település Laktaši központjában, a mai Banjsko Brdon található Brdašce. Később a rézkor, bronzkor és a vaskor embere is megtelepedett a vidéken, amelyek nagyobb etnokulturális törzsi közösségei is megtalálhatók itt, majd később a rómaiak vették birtokba a környéket. Laktaši mai területe két tartomány: Dalmácia és Pannónia határán található. A helyi illír lakosság erődített városokban élt (például Šušnjariban). Miután a rómaiak elfoglalták ezeket a részeket, katonai táborokat emeltek és gazdasági jelentőségű épületeket építettek.
A középkorban a Laktaši régiónak nehéz és bizonytalan sorsa volt. A rómaiak helyébe a keleti gótok, az avarok és a szlávok uralma lépett, a 12. század elején pedig ez a terület a Magyar Királyság részévé vált.
A 16. század elején a törökök hódították meg, és 350 évig uralták, ami a lakosság nagy elvándorlásához vezetett. A Habsburg Birodalom felé eső határvidékként az Oszmán Birodalom számára ez a terület nagyon fontos határterület volt. A törökök erőszakkal telepítették át a szerb lakosságot Kelet-Hercegovina, Montenegró és Lika hegyvidéki területeiről Lijevče polje és Potkozarje területére.
A település 1878-ig tartozott az Oszmán Birodalomhoz, ekkor a berlini kongresszus határozata alapján az Osztrák-Magyar Monarchia része lett. 1879-ben az első osztrák-magyar népszámlálás során a Banja Luka-i járáshoz tartozó településnek 55 háztartása és 365 ortodox lakosa volt. 1883 után olaszok, németek, ukránok és lengyelek telepedtek le Lijevce polje és Potkozarje területén. A német és az olasz lakosság a modern agrotechnikai módszerekkel gyorsan magasabb szintre emelte a gazdasági fejlődést, a célból, hogy ez a terület Bosznia és Hercegovina legfejlettebb részévé váljon. Az egyik legerősebb kereskedelmi feldolgozó központ volt Aleksandrovac, amely 1889-ben postahivatalt is kapott, és egy gyár is épült itt a híres sajt gyártására a trapista kolostorból. 1910-ben a Banja Luka-i járáshoz tartozó településen 106 háztartást, 643 ortodox, 2 muszlim és 11 katolikus lakost találtak.
A monarchia szétesésével 1918-ban előbb a Szerb-Horvát-Szlovén Királyság, majd 1929-től a Jugoszláv Királyság része. 1921-ben a községnek 111 háztartása és 654 lakosa volt. Az 1929-es törvény értelmében, amikor Bosznia-Hercegovinát négy banovinára, Drinskára, Vrbaskára, Zetskára és Primorskára osztották, ahol a település a Vrbaska banovina része lett, amelynek székhelye Banja Luka volt. Jugoszlávia megszállása után a Független Horvát Állam (NDH) része lett. 
A második világháború után a szocialista Jugoszláviához tartozott. Figyelembe véve a volt JSZSZK területeinek gazdasági fejlettségi szintjét, ez a település a fejletlenek közé tartozott, és a 87. helyet foglalta el Bosznia-Hercegovina 109 települése között. A nyolcvanas évek második felében kezdődött az úgynevezett „laktaši gazdasági csoda”. A heyi önkormányzat nagyberuházásokkal hívja fel magára a figyelmet, szélesre tárva ezzel a kaput a magánvállalkozások előtt. Ez a tendencia a mai napig is tart. A daytoni békeszerződést követő területfelosztásnál Banja Luka község részeként a Szerb Köztársaság területéhez került.

## Kultúra
Ma a kultúra területén közintézmények működnek: a Laktaši Kulturális és Oktatási Központ és a Laktaši „Veselin Masleša” Nemzeti Könyvtár, valamint a „Prosvjeta” Szerb Oktatási és Kulturális Társaság, és a „Slavko Mandić” Kulturális és Művészeti Társaság. 
- A Laktaši Kulturális és Oktatási Központ különféle kulturális programoknak – művészeti kiállításoknak, művésztelepeknek, klasszikus és nemzetiségi zenei koncerteknek, színházi előadásoknak, fesztiváloknak és egyéb kulturális eseményeknek ad otthont. A Laktaši „Prosvjeta” az általános iskolákkal és az Óvodai Nevelési Központtal együttműködve szervezi a „Várjuk a Szent György-napot és a tavaszt” nevű rendezvényt.

- A Veselin Masleša Laktaši Nemzeti Könyvtárral és a Prosvjeta társasággal együttműködve szervezik a „Naív alkotók találkozója” nevű rendezvényt. Az intézményen belül működik a „DASKE” amatőr színjátszó csoport, amely gyerekeknek és felnőtteknek játszik színdarabokat. Számos hazai és környékbeli amatőr színházi fesztivál résztvevője, számos elismerés és díj birtokosa. Évek óta sikeresen szervezi meg Laktašiban a Nemzetközi Amatőr Színházi Fesztivált.

- A Veselin Masleša Laktaša Nemzeti Könyvtár irodalmi találkozók szervezésével, kortárs könyvek népszerűsítésével járul hozzá Laktaša kulturális életéhez, valamint szervezője a hagyományos „Könyvtári Napok” és „Könyvtári kirándulások” rendezvényeknek.

- A KUD „Slavko Mandić” Laktaši kultúrális és művészeti egyesülete 250 tagot számlál, különféle csoportokra osztva. Az egyesületet 1977-ben alapították, jelenlegi nevét 1980 óta viseli. Számos fesztivál és folklórműsor résztvevője, ahol számos díjat és elismerést nyert.

## Oktatás
- Laktaši község első elemi iskolája az 1888-ban épült Drugovići Szerb Nemzeti Iskola volt, amelynek megnyitását Vaso Pelagić kezdeményezte. Később megalapították a Szerb Nemzeti Iskolát Maglajaniban, valamint a római katolikus elemi iskolákat Aleksandrovacban és Mahovljaniban. Ma Laktaši község területén négy általános iskola és öt körzeti iskola működik, ahol mintegy 3500 diák kap alapfokú oktatást. Magában Laktaši városában a „Mladen Stojanović” Általános Iskola működik.

- Az óvodai nevelést és a legkisebbek gondozását a laktaši Óvodai Nevelési és Nevelési Közintézmény látja el, amelyen belül négy óvoda működik.

- Laktaši városában az első középiskolai központ épületének építése az utolsó fázisban van, az első generáció beiratkozása a 2025/2026-os tanévben várható.

## Sport
A város a Laktasi labdarúgóklub központja. A labdarúgóklub mellett Laktaši településen az Aleksandrovaci Igokea kosárlabda-klub is működik, amely 2010 óta a Laktaši Sportcsarnokban játszik. A város, valamint az önkormányzat számos más sportklub és egyesület székhelye.

## Nevezetességei

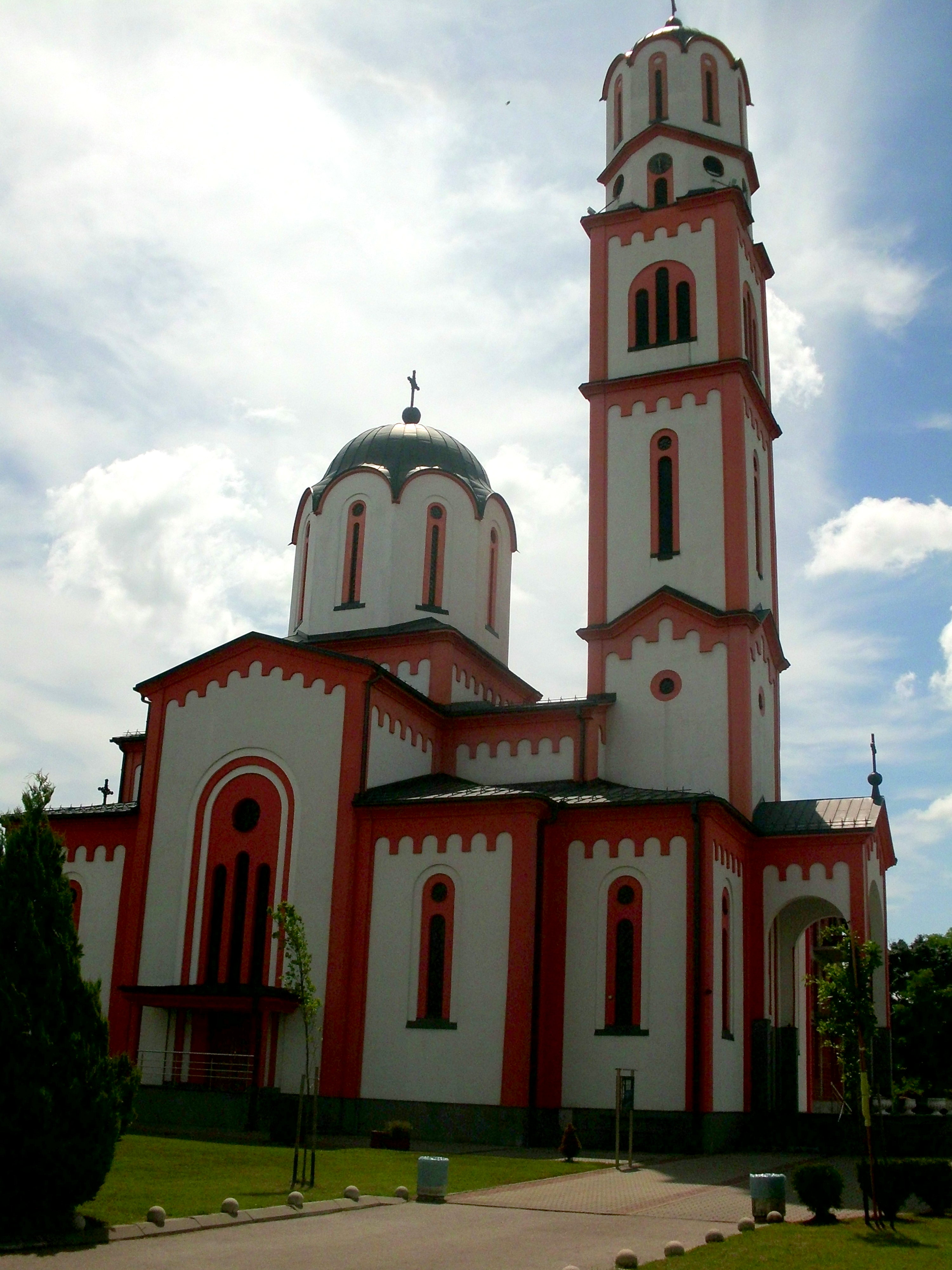
A Legszentebb Istenanya ortodox templom

- Laktaši központjában található a 2007-ben épült Legszentebb Istenanya ortodox templom a tágabb környék egyik legnagyobb, és az egyik legszebb ortodox szentélye. A templom kupolája 26 méter magas, harangtoronya pedig, uralva a város látképét, 40 méter magasra emelkedik. A templom belsejében egy nagyméretű ikonosztáz található, mely kiváló minőségű tölgyfából készült, rajta sok helyen látható fametszet. Az oltártér belseje is monumentális léptékű.[8]

- A Laktaši gyógyfürdő vize ideális mozgásszervi betegségek, szív- és érrendszeri betegségek, szembetegségek, idegrendszeri betegségek kezelésére, időskori betegségek kezelésére, valamint rekreációs és turisztikai célokra. A San Hotel wellness-központjában termálvízzel feltöltött, fedett, 28 fokos úszómedence található. A nyári szezonban a turisták és a lakosság számára is különleges vonzerőt jelent a meleg termálvízzel is feltöltött kültéri úszómedence komplexum. Magas szintű felszereltség és számos kapcsolódó létesítmény jellemzi, mint például gyermekmedence csúszdákkal, vízesések, zuhatagok és még sok más.[9]

- Brdašce – Őskőkorszaki, késő bronzkori és vaskori település maradványai. 1960-ban B. Čović és V. Nikolić végzett itt szondázó feltárásokat. A település a folyómenti síkságok, egy magányos, alacsony dombon, egy hőforrás közelében állt. A kultúrréteg 2,35 méteres mélységben helyezkedett el és aránylag rövid időszakot ölelt át. Korát az i. e. 900 és i. e. 700 közötti időre tették. Alatta, az agyagos talajban néhány paleolitikumi használati tárgy is előkerült.[4]

- A település terültén a hőforrás közelében 1893-ban egy őskori lelet, egy réz szekerce került elő, mely feltehetően a kőrézkor középső időszakából származik.[4]

- Zidine – római épület maradványai. Az épületnek, mely csatornával és padlófűtéssel rendelkezett, az alapfalait találták meg. Mivel csak az alépítmény maradt meg, a helyiségek elrendezését nem lehetett meghatározni. A fűtési rendszer sok téglája mellett, sok kerámia és üvegdarab került elő. Állítólag a település területén egy 4. századi aranyozott szobrot is találtak, amely azonban elveszett.[4]

- Zidine közelében található egy állandó néprajzi gyűjtemény, amely a 19. század végétől a 20. század elejéig terjedő házbelsőt és kézműves alkotásokat, a vidék lakosságának hétköznapi életét mutatja be.[10]

## Híres emberek
- Itt született 1959. március 12-én Milorad Dodik a boszniai Szerb Köztársaság elnöke.

## Fordítás
- Ez a szócikk részben vagy egészben  a   Laktaši című szerb Wikipédia-szócikk ezen változatának fordításán alapul.  Az eredeti cikk szerkesztőit annak laptörténete sorolja fel. Ez a jelzés csupán a megfogalmazás eredetét és a szerzői jogokat jelzi, nem szolgál a cikkben szereplő információk forrásmegjelöléseként.